# Storfors kommun
Storfors kommun er en kommune i Värmlands län, Sverige med 4.000 indbyggere (2006).
59°32′00″N 14°16′00″Ø / 59.533333333333°N 14.266666666667°Ø